# Can Ginestà (Argentona)
Can Ginestà és una obra d'Argentona (Maresme) protegida com a Bé Cultural d'Interès Local.

## Descripció
Casa de cós a quatre vents, de planta baixa i pis amb teulat a dues vessant.
La façana destaca per l'esgrafiat sobretot a nivell de planta. També el balcó i la finestra del primer pis que té elements escultòrics a nivell de la llinda i un treball de forja al balcó.
La porta d'entrada és de fusta treballada amb motius modernistes.